# Mạc Kim Tôn
Mạc Kim Tôn (sinh 1951) là đại biểu Quốc hội Việt Nam khóa XI, thuộc đoàn đại biểu Thái Bình.
Tháng 11 năm 2006, do lợi dụng chức vụ quyền hạn trong khi thi hành công vụ, Mạc Kim Tôn đã bị bãi nhiệm tư cách đại biểu Quốc hội . Năm 2007, ông bị đưa ra xét xử. Ở phiên toà sơ thẩm ông nhận mức án 8 năm tù, sau đó ở phiên phúc thẩm được giảm xuống còn 7 năm tù .